# Chris Bumstead
Christopher Adam Bumstead (Ottawa, 2 de febrer de 1995) és un exculturista professional canadenc, membre oficial de la Federació Internacional de Culturisme i Fitness. Bumstead és l'actual campió de Mr. Olympia Classic Physique, havent guanyat la competició en 2019, 2020, 2021, 2022 , 2023 i 2024. També va ser subcampió en 2017 i 2018. Conegut pels seus sobrenoms «CBum», «Daddy CBum», «Christian el Bombes», Bumstead manté una forta presència en internet amb el seu contingut centrat en el seu estil de vida i el culturisme.

## Primers anys
Bumstead va néixer i es va criar a Ottawa, Ontario, on va participar en múltiples esports al llarg de la seva infància, jugant futbol, beisbol, bàsquet i hoquei a l'escola secundària. Va començar a aixecar pesos a l'edat de 14 anys, i entre el novè i el dotzè grau, va passar de 77 a 102 quilograms, augmentant sobretot la grandària de les seves cames. Després de construir el que va pensar que era un bon físic, Bumstead va conèixer el culturista professional Iain Valliere, qui l'ha entrenat des de llavors.

## Carrera
Va fer el seu debut als 19 anys en 2014 i als 21 va obtenir la targeta professional de la IFBB, després d'adjudicar-se el Campionat de Culturisme d'Amèrica del Nord de la IFBB de 2016. Després de múltiples competicions, Bumstead va ser subcampió de Mr. Olympia 2017 i 2018 en la divisió Classic Physique, sent superat per Breon Ansley en ambdues ocasions.
Ha guanyat notorietat en el món de culturisme en proclamar-se campió en la categoria Classic Physique en 6 ocasions consecutives: 2019, 2020, 2021, 2022, 2023 i 2024. La seva darrera competició, abans de retirar-se, va produir-se a Praga. Va ser segon de l'EVLS Pro, darrera de Martin Fitzwater.

## Palmarès
- 2016 IFBB North American Championships, Heavyweight, 1.º (on va aconseguir la seva targeta professional de la IFBB)
- 2016 IFBB Dayana Cadeau Classic, Classic Physique, 3.º
- 2017 IFBB Pittsburgh Pro, Classic Physique, 1.º[5]
- 2017 IFBB Toronto Pro, Classic Physique, 1.º
- 2017 Mr. Olympia, Classic Physique, 2.º[5]
- 2018 Mr. Olympia, Classic Physique, 2.º[5]
- 2019 Mr. Olympia, Classic Physique, 1.º[5]
- 2020 Mr. Olympia, Classic Physique, 1.º[5]
- 2021 Mr. Olympia, Classic Physique, 1.º
- 2022 Mr. Olympia, Classic Physique, 1.º
- 2023 Mr. Olympia, Classic Physique, 1.º
- 2024 Mr. Olympia, Classic Physique, 1.º
- 2024 EVLS Prague Pro, Men’s Open, 2.º